# خلية معوية
الخلايا الأمعائية، أو الخلايا الماصة الأمعائية، هي خلايا طلائية عمودية بسيطة تبطن السطح الداخلي للأمعاء الدقيقة والغليظة. تحتوي الطبقة السطحية المغطاة بالكأس السكري على إنزيمات هضمية. تعمل الزغيبات الدقيقة الموجودة على السطح العلوي على زيادة مساحة سطح الخلية. وهذا يسهل نقل العديد من الجزيئات الصغيرة إلى الخلية المعوية من اللُمعة. وتشمل هذه الجزيئات بروتينات، دهون، سكريات، وكذلك الماء، الإلكتروليت، الفيتامينات، والأملاح الصفراوية. تلعب الخلايا الأمعائية أيضًا دورًا في الجهاز الصماوي، حيث تفرز هرمونات مثل اللبتين.

## الوظيفة
تشمل الوظائف الرئيسية للخلايا المعوية ما يلي: 
- امتصاص الأيونات، بما في ذلك الصوديوم، الكالسيوم، المغنيسيوم، الحديد، الزنك، والنحاس. ويحدث هذا عادةً من خلال النقل النشط.
- امتصاص الماء. يتبع ذلك التدرج التناضحي الذي أنشأه Na+/K+ ATPase على السطح القاعدي. يمكن أن يحدث هذا النقل في مسار داخل الخلايا أو في المسار الخارجي للخلايا.
- امتصاص السكر. يكسر إنزيم البولي سكاريداز وإنزيم الداي سكاريداز جزيئات السكر الكبيرة، والتي يتم امتصاصها بعد ذلك. يعبر الجلوكوز خلال الغشاء العلوي للخلية المعوية باستخدام الناقل المشترك لجلوكوز الصوديوم. ثم يتحرك عبر العصارة الخلوية ويخرج من الخلية الأمعائية عبر الغشاء القاعدي (إلى الشعيرات الدموية ) باستخدام GLUT2 . يستخدم الجالاكتوز نفس نظام النقل. من ناحية أخرى، يعبر الفركتوز الغشاء العلوي للخلية المعوية باستخدام GLUT5. ويُعتقد أنه يعبر إلى الشعيرات الدموية باستخدام أحد ناقلات الجلوكوز الأخرى.
- امتصاص الببتيد والأحماض الأمينية. الببتيداز الموجود في الكأس السكري يقسم البروتينات لأحماض أمينية أو ببتيدات صغيرة. الإنتروبيبتيداز (المعروف أيضًا باسم إنتيروكيناز) هو المسؤول عن تنشيط مُولد التربسين البنكرياسي وتحويله إلى تربسين، والذي يقوم بتنشيط مولدات الإنزيمات البنكرياسية الأخرى. وتشارك في دورة كريبس ودورة كوري ويمكن تصنيعها مع الليباز .
- امتصاص الدهون. يتم تكسير الدهون بواسطة الليباز البنكرياسي بمساعدة العصارة الصفراوية، ثم تنتشر إلى الخلايا المعوية. يتم نقل الدهون الصغيرة إلى الشعيرات الدموية المعوية، في حين تتم معالجة الدهون الأكبر بواسطة جهاز جولجي والشبكة الإندوبلازمية الملساء إلى البروتين الدهني الكيلوميكرون ويتم إخراجها إلى الأوعية اللبنية.
- امتصاص فيتامين بي12. ترتبط المستقبلات بفيتامين بي12-مركب العامل الداخلي المعدي ويتم نقلها إلى الخلية.
- إعادة امتصاص الأملاح الصفراوية غير المقترنة. العصارة الصفراوية التي تم إطلاقها ولم تستخدم في استحلاب الدهون يتم إعادة امتصاصها في اللفائفي . وهذه العملية معروفة أيضا باسم الدورة المعوية الكبدية .
- إفراز الغلوبولين المناعي. يتم امتصاص IgA من خلايا البلازما في الغشاء المخاطي من خلال الإبتلاع الخلوي بوساطة المستقبلات على السطح القاعدي ويتم إطلاقه كمركب مستقبل IgA في اللُمعة. يمنح مكون المستقبل استقرارًا إضافيًا للجزيء.

## اضطرابات
- يحدث عدم تحمل الفركتوز الغذائي عندما يكون هناك نقص في كمية حامل الفركتوز.
- عدم تحمل اللاكتوز هو المشكلة الأكثر شيوعًا في هضم الكربوهيدرات ويحدث عندما لا ينتج جسم الإنسان كمية كافية من إنزيم اللكتاز لتكسير سكر اللاكتوز الموجود في منتجات الألبان. ونتيجة لهذا النقص، لا يتم امتصاص اللاكتوز غير المهضوم، بل ينتقل إلى القولون. هناك تقوم البكتيريا باستقلاب اللاكتوز، وبذلك تطلق الغازات والمنتجات الأيضية التي تعزز حركية القولون. وهذا يسبب الغازات وغيرها من الأعراض غير المريحة.
- قد يزيد ذيفان الكوليرا من إفراز أو تقليل كمية الماء والإلكتروليت، مما يؤدي إلى الجفاف الشديد وعدم توازن الإلكتروليت.[4]
- يغزو فيروس روتا بشكل انتقائي ويقتل الخلايا المعوية الناضجة في الأمعاء الدقيقة.[5]

## أنظر أيضا
- قائمة أنواع الخلايا البشرية المشتقة من الطبقات الجرثومية